# Passaporte mexicano
Os passaportes mexicanos são emitidos para cidadãos mexicanos com a finalidade de viajar para o exterior. O passaporte mexicano também é uma identificação oficial e prova de cidadania mexicana . De acordo com o Índice de Restrições a Vistos Henley 2020 / Q1, titulares de um passaporte mexicano podem visitar 158 (de 191 no máximo) países sem visto, colocando o México na 26ª posição em termos de liberdade global de viagens.

## Tipos de passaportes
- Passaporte comum - emitido para viagens comuns, como férias e viagens de negócios.
- Passaporte diplomático - Emitido para diplomatas mexicanos, altos funcionários do governo, correios diplomáticos e familiares dos anteriores na lista, outro tipo de identificação Cédula diplomática mexicana é emitido para viagens quando não estiver em serviço oficial, podendo ser acompanhado por um passaporte comum, * (1), * (2)
- Passaporte oficial - Emitido a indivíduos que representam o governo mexicano em negócios oficiais

## Aparência física
Os passaportes mexicanos são verde escuro, com o brasão mexicano no centro da capa e o nome oficial do país "Estados Unidos Mexicanos" (Estados Unidos Mexicanos) ao redor do brasão. A palavra "Pasaporte" está inscrita abaixo do brasão de armas e "México" (como o país é conhecido) acima. O passaporte mexicano contém muitos recursos de segurança diferentes, alguns deles visíveis apenas sob luz negra.

### Página de informações de identidade
Os passaportes mexicanos incluem os seguintes dados:
Cada passaporte possui uma página de informações biográficas e uma página de assinatura. Ilustração: página de informações biográficas e página de assinatura – direita. O México está atualmente no passaporte da série 'G'. 

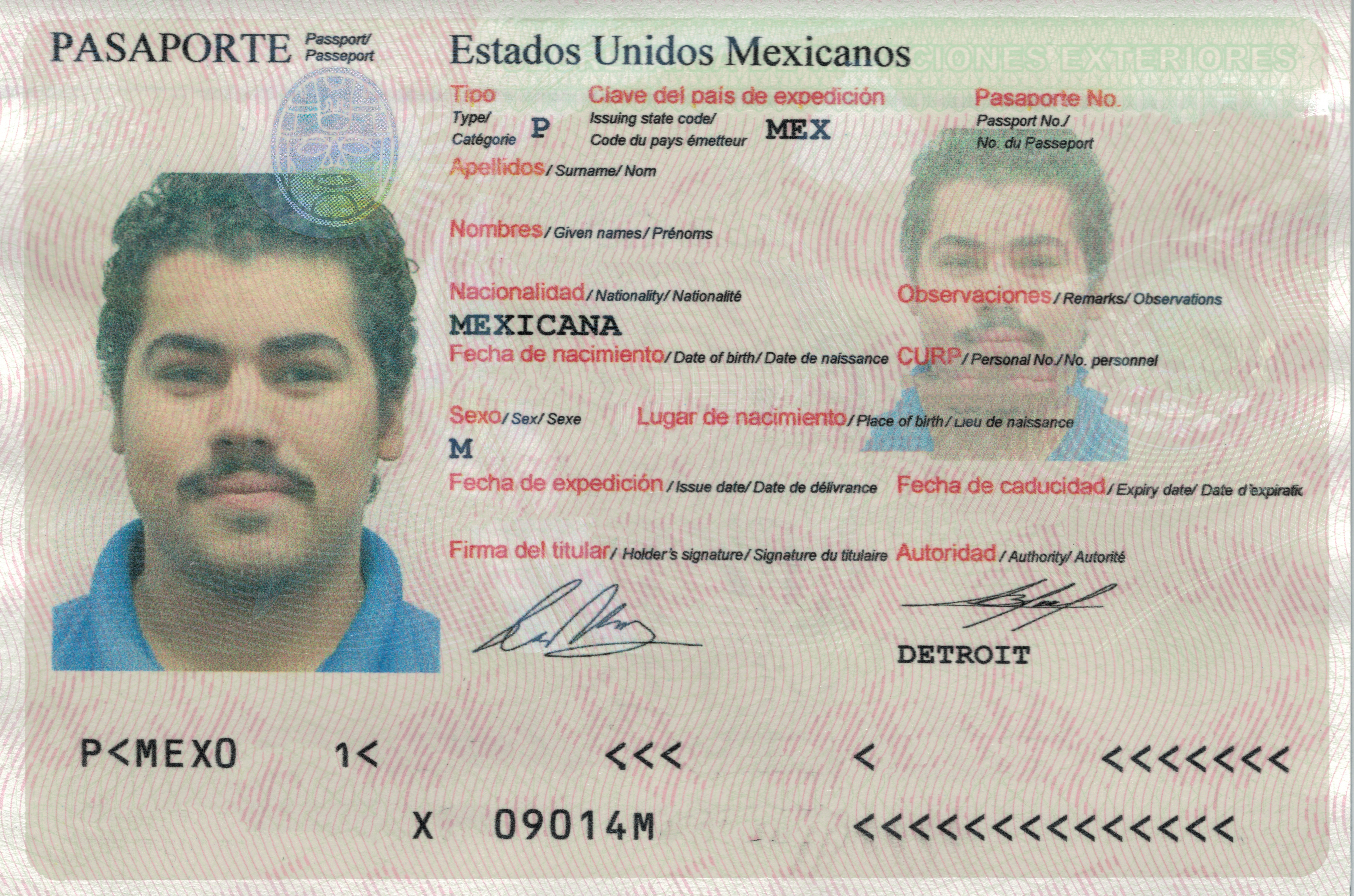
A página de informações de identidade na revisão de 2016 do passaporte mexicano. Este passaporte foi emitido no exterior em um consulado.

- Foto do titular do passaporte (digital)
- Tipo (P)
- Código do país (MEX)
- Passaporte n.
- Sobrenomes (inclui o nome de solteira do pai / mãe)
- Nomes dados
- Nacionalidade
- Observações
- Data de nascimento
- Número de identificação pessoal (CURP)
- Sexo
- Local de nascimento
- Data de emissão
- Autoridade
- Data de expiração
- Imagem de holograma no centro-direita e símbolos nacionais espalhados por toda a página biográfica

A página de informações biográficas termina com a zona legível por máquina. Além disso, cada página de visto tem um brasão diferente (32 no total, um para cada um dos 31 estados mais o da capital do país, Cidade do México .

### Exigências
Requisitos para candidatos iniciantes com mais de dezoito anos.
1 Pessoalmente comparecer a qualquer delegação da Secretaria de Relações Exteriores (SRE) ou escritório afiliado da SRE, com hora marcada.
2) Preencha com tinta preta e à mão e imprima o aplicativo para um livro de passaportes comum (Formulário OP-5). O aplicativo pode ser obtido gratuitamente em qualquer uma das agências da SRE ou no Escritório de Ligação Estadual ou Municipal da SRE.
3) Prova de nacionalidade mexicana apresentando um original e uma fotocópia de qualquer um dos seguintes documentos: 
a) Cópia autenticada da certidão de nascimento emitida pelo registro civil mexicano. O registro de nascimento não deve ter prazo estipulado (deve ter ocorrido nos três primeiros anos de vida); se a temporalidade exceder, consulte a seção "Documentação adicional para certidões de nascimento com registro prematuro";
b) Cópia autenticada da certidão de nascimento emitida por um escritório consular no exterior *.
c) Certificado * Cópia da nacionalidade mexicana;
d) Declaração de nacionalidade mexicana por nascimento *;
e) Certificado de naturalização *, e
f) Certificado de identidade de cidadania emitido pelo Secretário do Interior
4) Prove identidade com um original e uma fotocópia de qualquer um dos seguintes documentos oficiais, com fotografia e assinatura do titular, os dados devem concordar estreitamente com os do documento que comprova a nacionalidade:
a) Cédula de Identidad Ciudadana emitida pela Secretaria de Governo ;
b) Matrícula Consular (Certificado de Registro Consular, Bilhete de Identidade Consular);
c) certificado de naturalização;
d) certificado de nacionalidade mexicana;
e) Declaração de nacionalidade mexicana por nascimento;
f) Cartão de Voto emitido pelo Instituto Nacional Eleitoral;
g) Cartilha de Identidade de Serviço Militar Nacional Liberada;
h) certificado profissional;
i) grau profissional;
j) Carta de estágio;
k) Uma identificação válida emitida pelo Instituto Nacional das Pessoas Adulto Mayoress;
l) Credencial de serviços médicos de uma instituição de saúde pública ou crachás de seguridade social com foto selada com selo oficial da instituição. Se as credenciais estiverem em formato digital, elas poderão ser aceitas mesmo que o selo não se sobreponha à fotografia;
m) para credenciais de aposentadoria ou aposentadoria emitidas por uma instituição de previdência social, os crachás devem ser lacrados com o selo oficial, juntamente com a assinatura e o título da pessoa que o emitiu. Se credenciais em formato digital, elas podem ser aceitas mesmo que o selo não se sobreponha à fotografia e
n) Credencial Nacional para Pessoas com Deficiência emitida pelo Sistema Integral para a Família (DIF).

### Honorários
No México, as taxas são pagas on-line ou em um banco mexicano afiliado que recebe pagamentos por passaporte. Os cidadãos que vivem no exterior pagam no consulado ou embaixada em que estão se candidatando. Há um desconto de 50% para pessoas com mais de sessenta anos, pessoas com deficiência e trabalhadores agrícolas. Para poder receber um desconto, a pessoa deve apresentar comprovante no momento do pagamento. Todas as taxas abaixo são atuais a partir de 2020.
- Passaporte mexicano de vencimento de 1 ano : 610 MXN (peso mexicano)

Emitido a crianças menores de três anos e, em casos de emergência justificada, a adultos que não podem cumprir todos os requisitos para a emissão de passaporte comum, bem como a indivíduos que vivem fora do México que precisam de proteção consular .
- Passaporte de vencimento mexicano de 3 anos: 1.300 MXN

Emitido para crianças com mais de três anos e adultos com mais de dezoito anos.
- Passaporte mexicano de expiração por 6 anos: 1.790 MXN

Emitido para crianças com mais de três anos e adultos com mais de dezoito anos.
- Passaporte mexicano de validade de 10 anos: 2.750 MXN

Emitido apenas para adultos acima de dezoito anos no México e em algumas embaixadas e consulados no exterior.

### línguas
As partes textuais dos passaportes mexicanos são impressas em espanhol, inglês e francês .

### Mensagem do passaporte

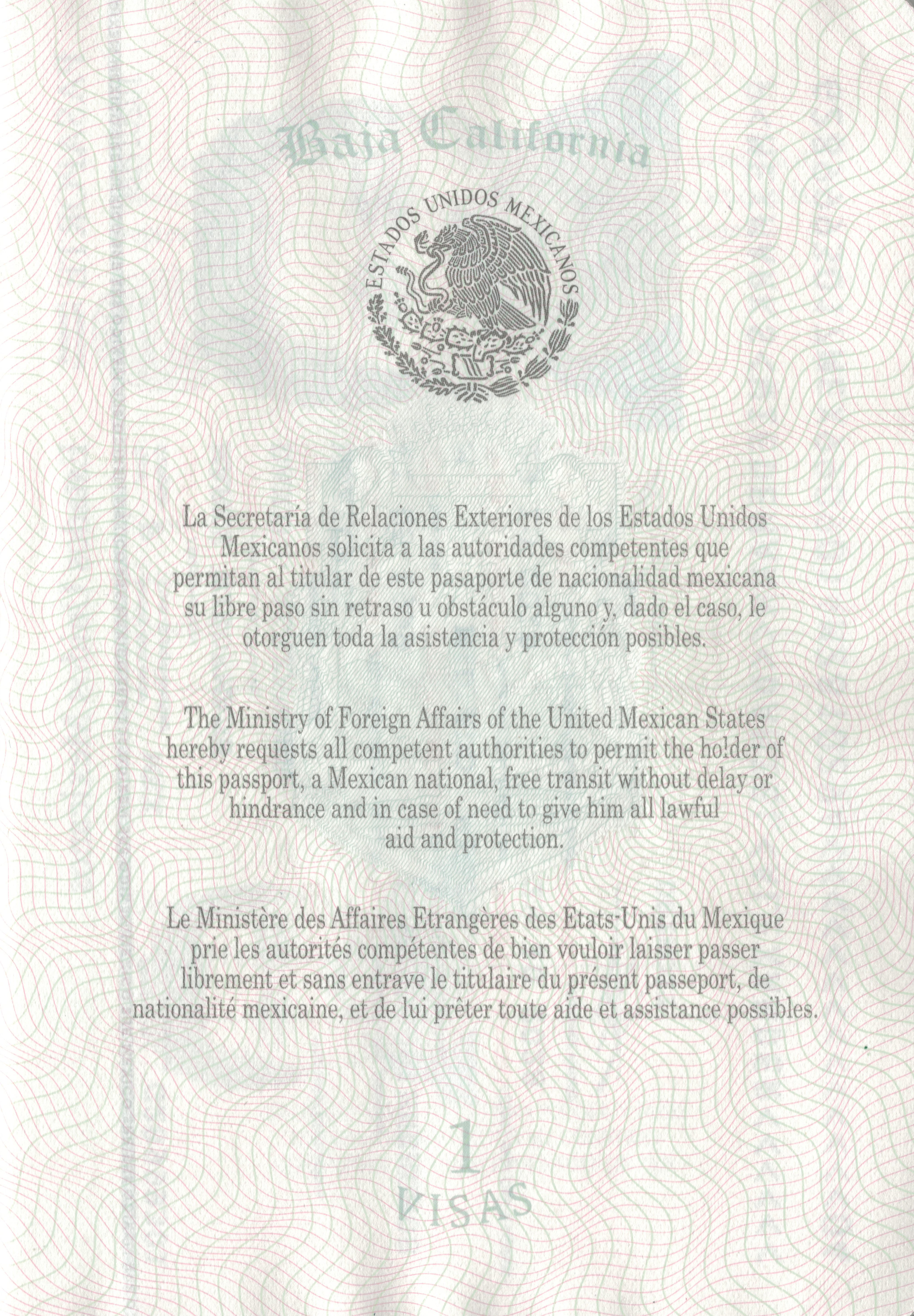
A página da mensagem no passaporte mexicano.

Os passaportes contêm uma nota do estado de emissão que é endereçada às autoridades de todos os outros estados, identificando o portador como um cidadão desse estado e solicitando que ele seja autorizado a passar e ser tratado de acordo com normas internacionais. A nota dentro do passaporte mexicano declara:
Em espanhol
" A Secretaria de Relacionamentos Exteriores dos Estados Unidos Mexicanos solicita as autoridades competentes que permitem ao titular da nacionalidade mexicana livre ou sem permissão para voltar ao obstáculo, ou se houver algum problema, caso ocorra, o problema será resolvido toda a assistência e proteção possíveis. "
em Português
"The Ministry of Foreign Affairs of the United Mexican States hereby requests all competent authorities to permit the holder of this passport, a Mexican national, free transit without delay or hindrance and in case of need to give him all lawful aid and protection."
em francês
" O Ministério dos Negócios Estrangeiros dos Estados Unidos da América, como Autoridades Compulsoras de Bem-Estar, Livraria de Passageiros e Sem Entrada do Titular do Presente Passaporte, da Nacionalidade Mexicana, e o Usuário Final do Assistente de Assistência e Possíveis " .
e em português
"O Ministério das Relações Exteriores dos Estados Unidos Mexicanos solicita a todas as autoridades competentes que permitam ao portador deste passaporte, um cidadão mexicano, trânsito livre sem demora ou impedimento e, em caso de necessidade, dar-lhe toda a ajuda e proteção legais."

## Requisitos de visto

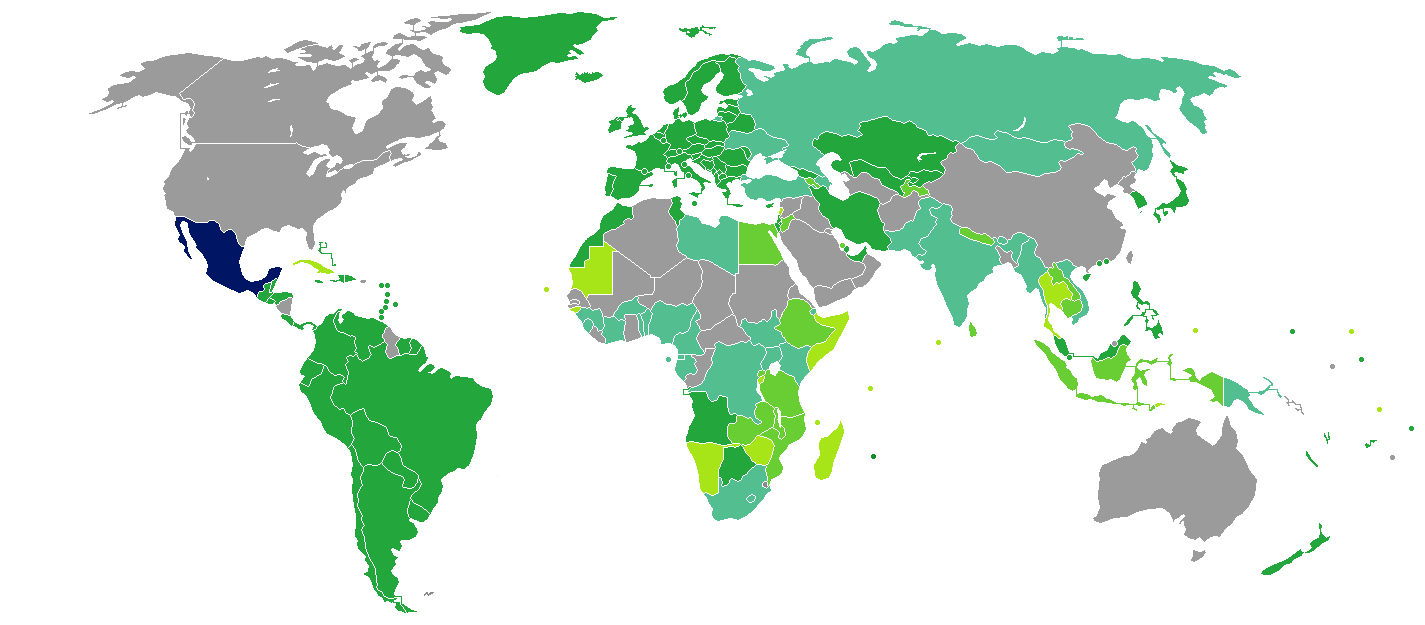
Países e territórios com isenção de visto ou visto na chegada para portadores de passaporte regular do México

Em janeiro de 2020, os cidadãos mexicanos tinham acesso sem visto ou visto na chegada a 158 países e territórios, classificando o passaporte mexicano em 26º no mundo.

## Galeria de imagens históricas

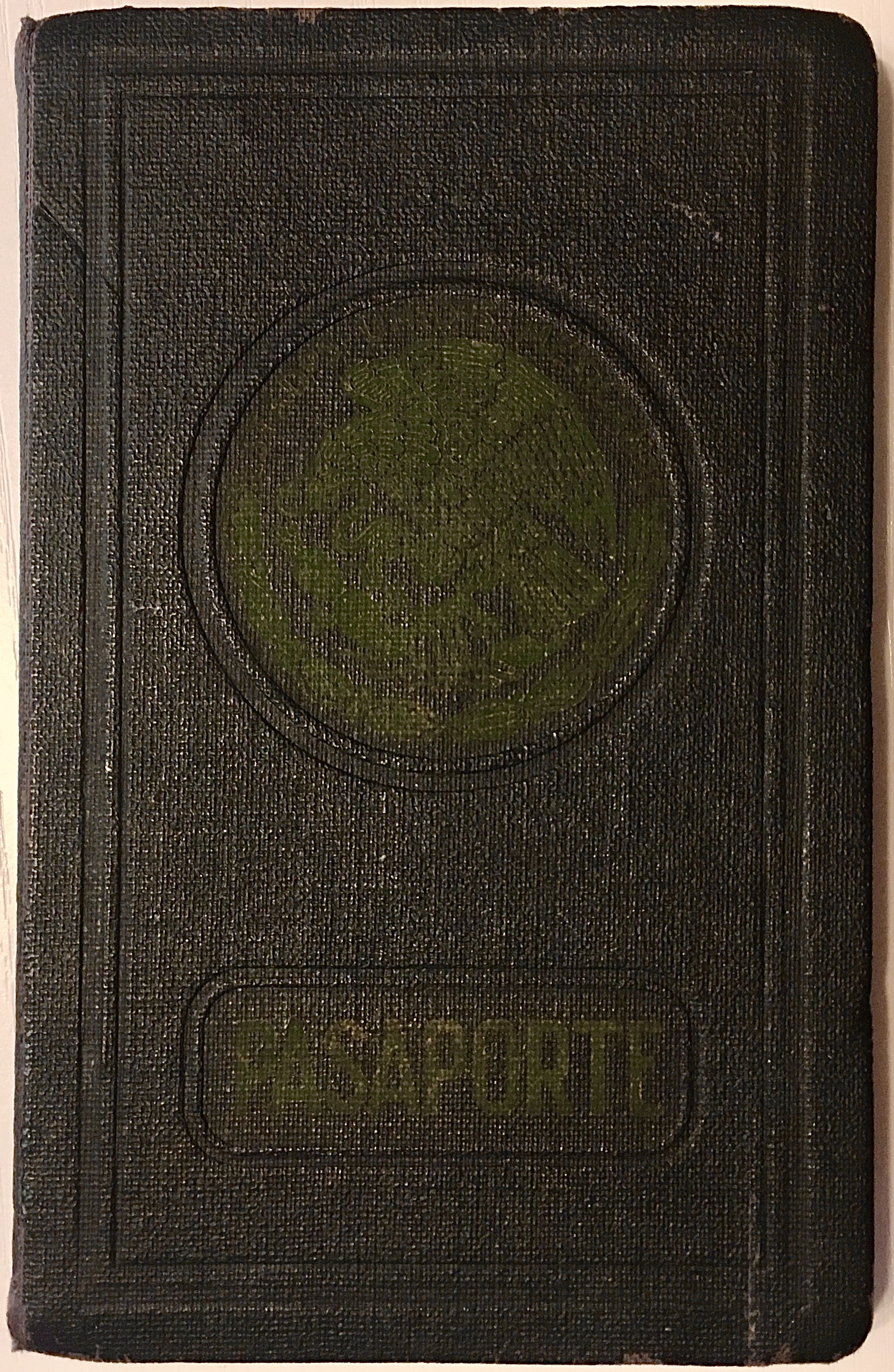
Passaporte mexicano emitido em 1952
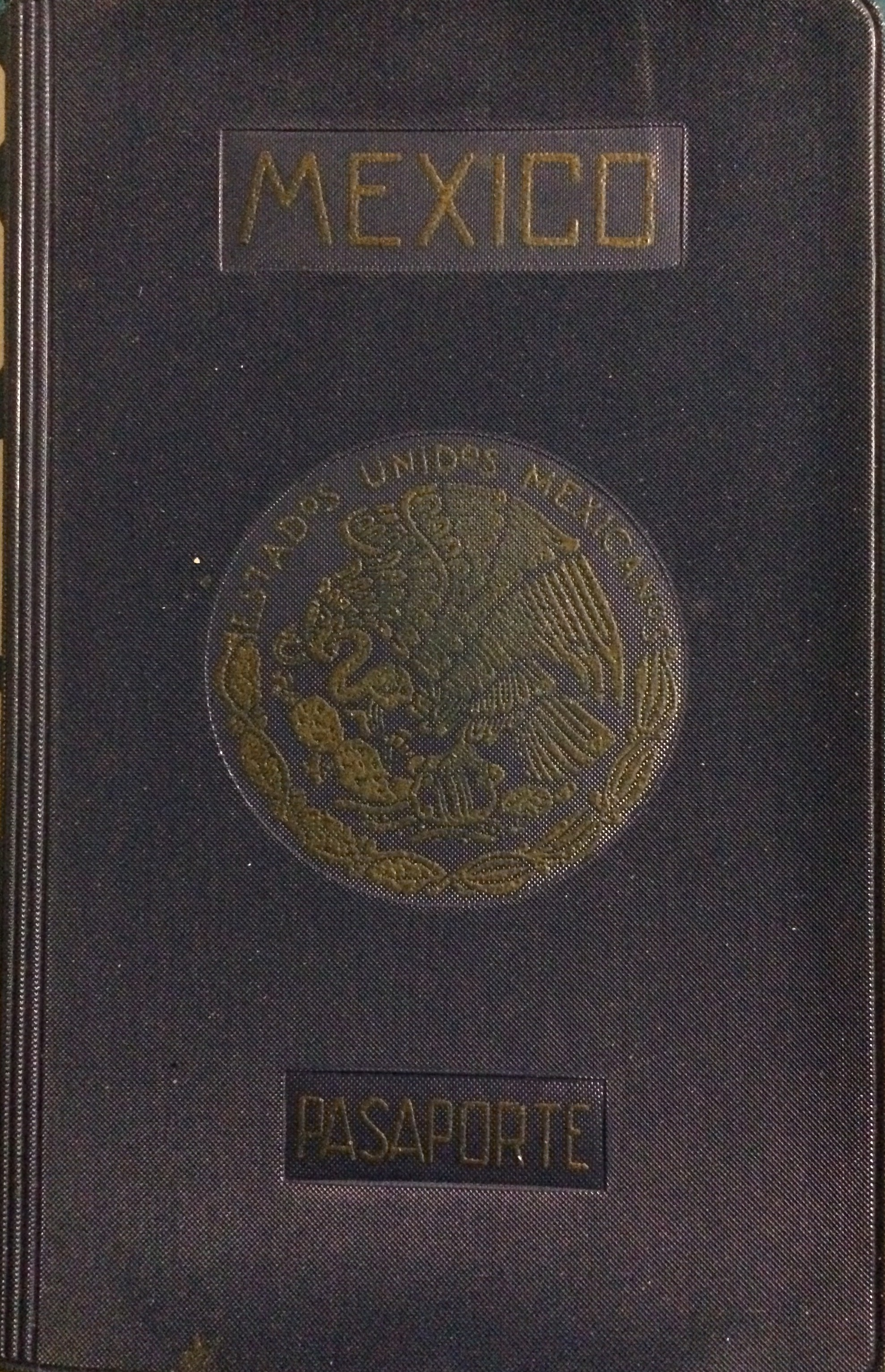
Passaporte mexicano emitido em 1962
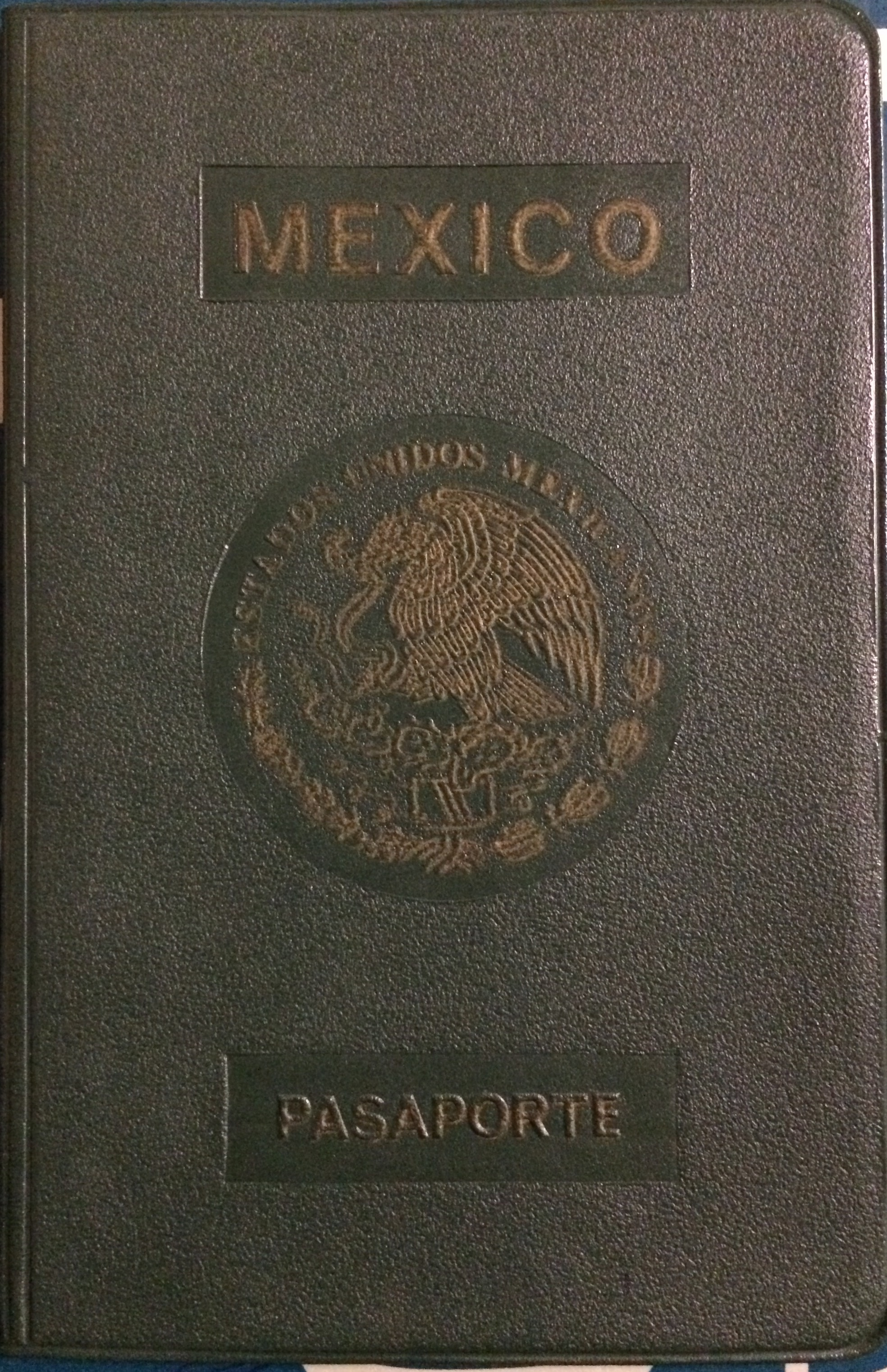
Passaporte mexicano emitido em 1981